# Dakshin Rajyadharpur
Dakshin Rajyadharpur là một thị trấn thống kê (census town) của quận Hugli thuộc bang Tây Bengal, Ấn Độ.

## Nhân khẩu
Theo điều tra dân số năm 2001 của Ấn Độ, Dakshin Rajyadharpur có dân số 9303 người. Phái nam chiếm 52% tổng số dân và phái nữ chiếm 48%. Dakshin Rajyadharpur có tỷ lệ 77% biết đọc biết viết, cao hơn tỷ lệ trung bình toàn quốc là 59,5%: tỷ lệ cho phái nam là 81%, và tỷ lệ cho phái nữ là 72%. Tại Dakshin Rajyadharpur, 10% dân số nhỏ hơn 6 tuổi.